# Bonellia mucronata
Bonellia mucronata là một loài thực vật có hoa trong họ Anh thảo. Loài này được (Schult.) B.Ståhl & Källersjö mô tả khoa học đầu tiên năm 2004.